# Führungsunterstützungsbrigade Deutsch-Niederländisches Korps
Die Führungsunterstützungsbrigade Deutsch-Niederländisches Korps war eine der Führungsunterstützungsbrigaden des Heeres der Bundeswehr und des niederländischen Heeres mit Stabssitz im niederländischen Eibergen.

## Geschichte

### Vorgeschichte
Nach Ende des Ost-West Konflikts wurde die Struktur der Führungsunterstützungstruppen zur Einnahme der Heeresstruktur V bzw. V (N) grundlegend geändert. Ein Großteil der Fernmeldetruppe im westdeutschen Feld- und Territorialheer war bisher auf oberster Ebene in Fernmeldekommandos gegliedert. Die westdeutschen Korps führten als Korpstruppen die Fernmeldekommandos. Analog führten die Territorialkommandos ein direkt unterstelltes Fernmeldekommando. Kleinere Truppengattungen zur unmittelbaren Führungsunterstützung wie die Topographietruppe, die Frontnachrichtentruppe und die Truppe für Operative Information oder der Militärmusikdienst waren bisher als Teil der Korpstruppen ebenfalls direkt den Korps und Territorialkommandos nachgeordnet.
In der neuen Struktur wurde die Masse der oben aufgezählten Truppenteile zur Führungsunterstützung des Feld- und Territorialheers – soweit diese nicht außer Dienst gestellt wurden – in neu aufgestellten Führungsunterstützungsbrigaden zusammengefasst. Im Kern handelte es sich dabei aber um Fernmeldeverbände. Nach ähnlichem Prinzip erfolgte die Aufstellung der Sanitätsbrigaden und Logistikbrigaden bei den Korps. Diese fusionierten Großverbände neuen Typs vereinten Truppenteile und Aufgaben des bisherigen Feld- und Territorialheeres. Erst im Verteidigungsfall wären die Verbände voraussichtlich wieder getrennt worden. Vorgesehen war, jedem der drei geplanten Korps/Territorialkommandos jeweils eine Führungsunterstützungsbrigade zu unterstellen. Entsprechend erfolgte die Nummerierung der neu aufzustellenden Führungsunterstützungsbrigaden:
- Führungsunterstützungsbrigade 1 für das geplante I. Korps/Territorialkommando Nord
- Führungsunterstützungsbrigade 2 für das geplante II. Korps/Territorialkommando Süd
- Führungsunterstützungsbrigade 4 für das nach der Wiedervereinigung in Ostdeutschland neu aufgestellte IV. Korps/Territorialkommando Ost, das zunächst als Korps/Territorialkommando Ost bezeichnet wurde.[A 1]

Letztlich kam es nicht zu der Aufstellung der fusionierten Korps/Territorialkommandos in Westdeutschland. An der Aufstellung der Führungsunterstützungsbrigaden bei den Korps bzw. beim Korps/Territorialkommando Ost hielt man jedoch fest. Daneben wurde auf Ebene der obersten Heeresführung einem ähnlichen Prinzip folgend die Führungsunterstützungsbrigade 900 ausgeplant.

### Aufstellung
Die Führungsunterstützungsbrigade wurde vermutlich etwa zur gleichen Zeit mit den anderen Führungsunterstützungsbrigaden im April 1994 in Münster beim I. Korps aufgestellt. Zur Aufstellung wurden einige der Truppenteile, Teile des Personal und Materials der bisherigen Korpstruppen des I. Korps, insbesondere des etwa gleichzeitig aufgelösten Fernmeldekommandos 1 mit Stabssitz ebenfalls in Münster herangezogen. Etwa gleichzeitig entfielen die Fernmeldekommandos 600 und 800, die bisher für den Betrieb der Führungstechnik im Bereich der obersten Führung des Territorialheeres im Bereich Norddeutschland zuständig waren.
Durch die Umgliederung des deutschen I. Korps und des niederländischen I. Korps zum 1. Deutsch-Niederländische Korps wurde die Bezeichnung Führungsunterstützungsbrigade 1 letztlich nur kurz oder sogar nur als „Arbeitstitel“ genutzt. Mit den ab 1993 aufkommenden Planungen zur Umgliederung des Korps in ein binationales Korps bzw. spätestens mit dessen Indienststellung im August 1995 wurde die Bezeichnung entsprechend in Führungsunterstützungsbrigade Deutsch-Niederländisches Korps angepasst und niederländische Soldaten integriert. Als Sitz des Stabes war spätestens ab 1997 das niederländische Eibergen vereinbart.

### Auflösung
Im Folgenden wurde die Führungsunterstützungsbrigade weiter unter Beteiligung des niederländischen Heeres und deutschen Heeres bis spätestens Dezember 2006 zum Fernmeldebataillon I. Deutsch-Niederländisches Korps (Communication and Information Systems (CIS) Battalion) mit Standorten in den niederländischen Orten Eibergen und Garderen und Anteilen in Münster umgegliedert. Möglicherweise erfolgte die Außerdienststellung bereits um 2002 analog zu den anderen Führungsunterstützungsbrigaden des Heeres.

## Verbandsabzeichen
Die Führungsunterstützungsbrigade  führte anders als die meisten anderen Brigaden des Heeres kein eigenes Verbandsabzeichen. Die Soldaten trugen daher das Verbandsabzeichen des übergeordneten Großverbandes. Als „Abzeichen“ wurde daher unpräzise manchmal das interne Verbandsabzeichen des Stabes und der Stabskompanie „pars pro toto“ für die gesamte Führungsunterstützungsbrigade genutzt.